# Schmittsmühle
Schmittsmühle ist ein Gemeindeteil der Gemeinde Roden im unterfränkischen Landkreis Main-Spessart in Bayern. Schmittsmühle liegt in der Gemarkung Roden.

## Geografie
Die Einöde bildet eine geschlossene Siedlung mit Zimmern. Sie liegt am linken Ufer des Karbachs und an der Staatsstraße 2438, die nach Marktheidenfeld (3,5 km südlich) bzw. nach Roden verläuft (2 km nordöstlich).

## Geschichte
Mit dem Gemeindeedikt (frühes 19. Jahrhundert) wurde Rothenmühle, der damalige Name der Schmittsmühle, der neu gebildeten Ruralgemeinde Roden zugewiesen, der es bis heute angehört.

## Baudenkmäler
- Rödertal 1: Mühle, Wohnhaus